# Real Aero Club de España
El Real Aeroclub de España (RACE) se constituyó oficialmente el 18 de mayo de 1905, siendo el primer aeroclub de España. La inauguración oficial de sus actividades en el campo de vuelo del Gasómetro en Madrid fue presidida por el rey Alfonso XIII. Fue fundado por el asturiano Jesús Fernández Duro.

## Historia y cronología
Fue creado por iniciativas particulares y con el objetivo principal de organizar y reglamentar las manifestaciones aeronáuticas y comprobar y autentificar los registros de altura y distancia alcanzados en las ascensiones en globos. Su principal finalidad era contribuir al desarrollo de todas las ciencias relacionadas con la aerostación. Presentó la documentación para la constitución de la asociación ante el Gobierno Civil de Madrid el 31 de marzo de 1905, y fue aceptada el 7 de abril de 1905, con el número 1552.
- El 14 de octubre de 1905 el RACE fue cofundador de la Federación Aeronáutica Internacional (FAI) en París.
- El 19 de diciembre de 1951 le es otorgada la propiedad del Aeródromo de Cuatro Vientos.
- El 10 de marzo de 1976, el Rey Don Juan Carlos I, aceptó la Presidencia de Honor del Real Aeroclub de España.

A fecha de abril de 2011, su presidente es José Luis Olias, y el director de instrucción es el campeón del mundo de vuelo acrobático Ramón Alonso.

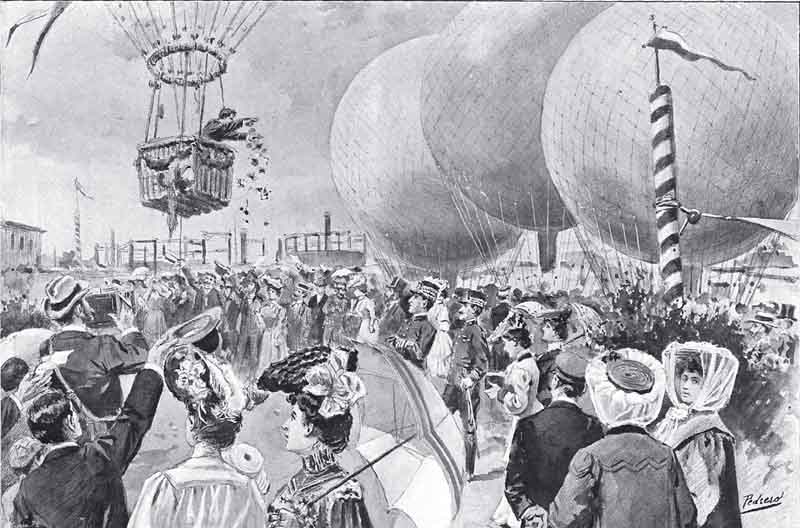
Inauguración del Real Aeroclub presidida por Alfonso XIII, publicado 30 de mayo de 1905 en La Ilustración Española y Americana, dibujo de Mariano Pedrero.
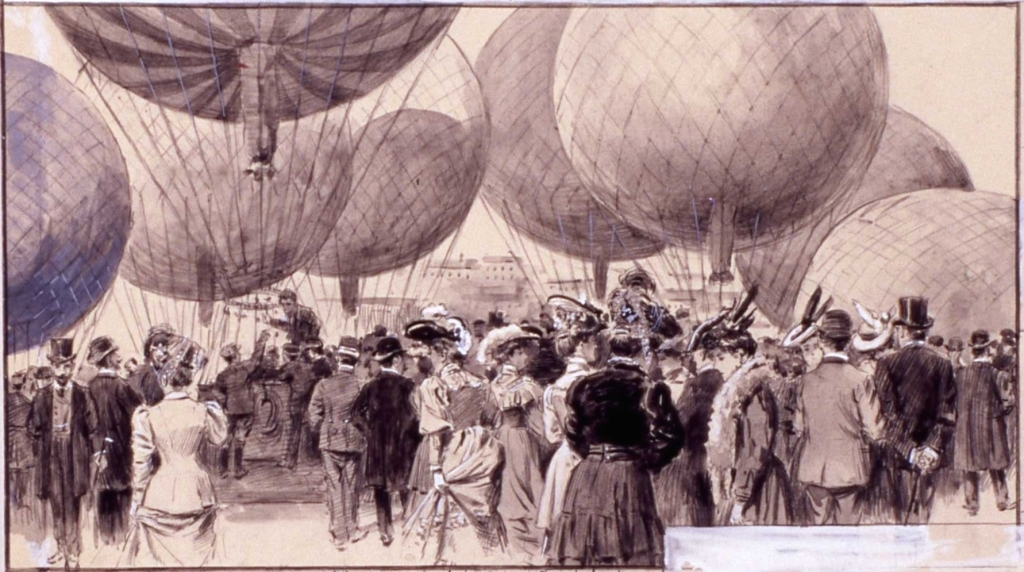
Fiesta de aeroestación, detalle, publicado 8 de noviembre de 1905, colección RABASF, dibujo de Mariano Pedrero.

## Presidentes (hasta 1936)
- José de Saavedra y Salamanca, II marqués de Viana.
- Alfredo Kindelán
- Marqués de Villabrágima
- Ricardo Ruiz Ferry
- Conde del Vado
- Alejandro Gómez

## Sedes sociales (hasta 1936)
- Carrera de san Jerónimo 15
- Ventura de la Vega 4
- Alcalá 16
- Sevilla 12
- Sevilla 44

## Formación
El Real Aero Club de España (RACE) es la organización más antigua en España en impartir formación de vuelo a pilotos, así como la primera organización en emitir licencias de pilotos a los pioneros de la aviación española, disponiendo de la primera licencia emitida en el año 1909.
Desde los años 2000 es una escuela de pilotos, donde proporcionan formación de vuelo avanzada, vuelo acrobático, y cursos monográficos individuales.
Desde el 13 de noviembre de 2024 el Real Aero Club de España (RACE) dispone de una Aprobación de Organización de Formación (ATO) reconocida por EASA. Disponiendo de los cursos de Piloto Privado de Avión PPL(A), Habilitación de Vuelo Acrobático AR, Habilitación de Vuelo Nocturno, y Habilitación de Vuelo Instrumental Básico BIR. Promocionando el desarrollo formativo de los pilotos de la aviación general española, tras la obtención de su primera licencia, y permitiendo llevar estos cursos a todos los clubs de vuelo de la geografía española.